# Карл Теодор Гартвеґ
Карл Теодор Га́ртвеґ (нім. Karl Theodor Hartweg; 18 червня 1812 — 3 лютого 1871) — німецький ботанік. Він зібрав численні нові види рослин у Колумбії, Еквадорі, Гватемалі, Мексиці та Каліфорнії у Сполучених Штатах, збираючи їх для Лондонського садівничого товариства. Багато з відкритих ним видів були офіційно опубліковані, із зазначенням авторства, Джорджем Ґордоном, куратором садів Лондонського садівничого товариства та спеціалістом з хвойних рослин, які були широко представлені в колекціях Гартвеґа.
Багато рослин, зібраних Гартвеґом у Мексиці з 1836 року, ідентифікував і каталогізував Джордж Бентам у праці «Рослини Гартвеґа».